# Table à repasser

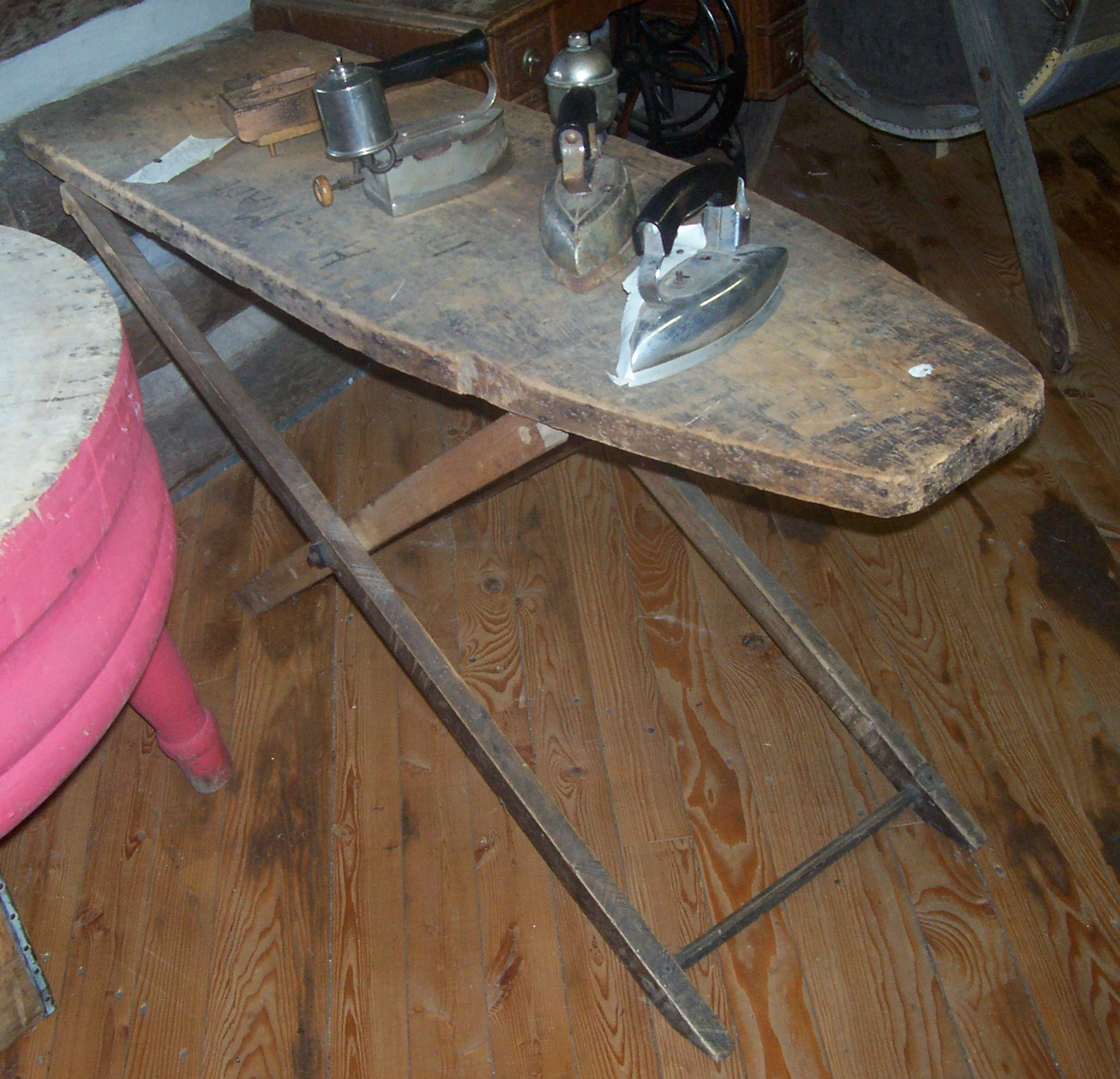
Une ancienne table à repasser en bois situé au Wabeno Logging Museum au Wisconsin.

Une table à repasser ou planche à repasser est un élément mobilier sur lequel le  linge et autres tissus sont disposés pour effectuer leur repassage à l'aide d'un fer à repasser.

## Description
La table à repasser est souvent recouverte de tissu qui résiste à la chaleur. Entre le support et le tissu, sur certaines planches, il y a de la mousse pour que la vapeur puisse s'échapper. Les planches à repasser peuvent être pliantes, sur pieds ou murales.
Une jeannette est une petite planche à repasser spécialement adaptée pour repasser les manches des chemises sans laisser de plis. Elle est généralement fixée à la planche à repasser principale. Certains modèles sont pliants.

## Histoire
Le 16 février 1858, W. Vandenburg et J. Harvey brevètent un modèle de table à repasser. L'engin est relativement lourd et peu pratique. En 1887, Sarah Boone, une Afro-Américaine, la perfectionne et le brevet est déposé le 30 décembre 1887 et accordé le 26 avril 1892 à New Haven, Connecticut. En faisant cela, elle devient la première femme afro-américaine à posséder un brevet.
Une table à repasser pivotante et orientable, conçue par Anna Chagnaud, a reçu en septembre 2012 la médaille d'argent du Concours Lépine européen de Strasbourg,.